# Marc Albrighton
Marc Kevin Albrighton (* 18. November 1989 in Tamworth, England) ist ein ehemaliger englischer Fußballspieler.

## Karriere
Albrighton debütierte am ersten Spieltag der Saison 2009/10 in der Premier League, als er gegen Wigan Athletic in der 68. Minute eingewechselt wurde. In der Startelf war er dagegen anlässlich des UEFA-Pokal-Spiels gegen ZSKA Moskau im Februar 2009. 2008 erreichte er mit Villas Jugendteam das Halbfinale des FA Youth Cups und gewann die Meisterschaft der Premier Academy League.
2013 wurde Albrighton an Wigan Athletic ausgeliehen und kam nach nur einem halben Jahr wieder zurück zu Aston Villa. Im Sommer 2014 wechselte er zu Leicester City. Dort konnte er sich erst gegen Ende der Saison in der Stammelf etablieren, absolvierte dafür in der folgenden Saison 2015/16 jedes Spiel und trug dazu maßgeblich dazu bei, dass Leicester City sensationell den Meistertitel in der Premier League erringen konnte. In der folgenden Saison spielte er mit seinem Verein in der Champions League und erzielte im Achtelfinalrückspiel gegen den FC Sevilla ein Tor. Im Viertelfinale schied er mit seinem Verein gegen Atletico Madrid aus. In der Liga gehörte er weiterhin zur Stammelf und kam zu regelmäßigen Einsätzen. Zu Beginn des Jahres 2019 fiel er mehrere Monate mit einer Oberschenkelverletzung aus und konnte in der Folge nicht mehr an alte Leistungen anknüpfen. In der Saison 2019/20 stand er kaum noch in der Startelf und blieb über weite Teile der Saison gänzlich auf der Bank. Erst in der darauffolgenden Saison 2020/21 wurde er wieder häufiger eingesetzt. Doch es verblieb bei diesem kurzzeitigen Aufleben; 2021/22 wurde er kaum noch und 2022/23 nur noch sporadisch eingesetzt. Als Ergänzungsspieler konnte er mit Leicester City 2021 noch den Gewinn des englischen Pokals und des englischen Superpokals feiern.
Nachdem er in der Hinrunde 2022/23 nur noch zu sechs größtenteils kurzen Einsätzen gekommen war, wurde er an das zweitklassige West Bromwich Albion verliehen. In der Saison 2023/24 absolvierte er nochmals zwölf Einsätze für das zwischenzeitlich ebenfalls in die EFL Championship abgestiegene Leicester City, bevor Albrighton am 29. August 2024 sein Karriereende als Spieler bekanntgab.

## Erfolge
Leicester City
- Englischer Meister: 2015/16
- Englischer Pokalsieger: 2021
- Englischer Superpokalsieger: 2021